# Memecylon calyptratum
Memecylon calyptratum är en tvåhjärtbladig växtart som beskrevs av Kåre Bremer. Memecylon calyptratum ingår i släktet Memecylon och familjen Melastomataceae. Inga underarter finns listade i Catalogue of Life.